# Family Dancing
Family Dancing é uma coletânea de contos do escritor norte-americano David Leavitt publicado em língua inglesa em Nova Iorque pela editora Alfred A. Knopf em 1984. Foi a primeira coletânea de contos do autor.
Em Family Dancing, David Leavitt escreve sobretudo sobre as famílias americanas de classe média. Os seus personagens são credíveis e reais: um rapaz que admite a sua homossexualidade aos pais, um marido que confessa a sua infidelidade à mulher, uma mãe que reconhece que o seu filho mais novo deve saber do cancro da mãe.
O conto Territory, em que Neil, um jovem gay, se esforça por lidar com a tensão que existe entre ele e a sua mãe, depois de ela aceitar a revelação da sua sexualidade de forma demasiado fácil para a época, foi adaptado ao teatro por Justin Hayford.
Family Dancing foi traduzido para português e publicado pela Editorial Teorema em abril de 2000.